# 湾岸千葉インターチェンジ
湾岸千葉インターチェンジ（わんがんちばインターチェンジ）は、千葉県千葉市美浜区にある東関東自動車道のインターチェンジである。
ハーフICとなっており、上り線（東京方面）は流出のみ・下り線（成田・潮来方面）は流入のみが可能となっている。東京寄りの湾岸習志野ICとセットとなり、フルICとして機能する。

## 道路
- E51 東関東自動車道（4番）
- 国道357号

## 歴史
- 1982年（昭和57年）4月27日 : 首都高速湾岸線接続部（現：高谷JCT） - 宮野木JCT間開通に伴い、供用開始。

## 料金所
- ブース数 : 7

### 入口
- ブース数 : 2
  - ETC専用 : 1
  - 一般 : 1

### 出口
- ブース数 : 5
  - ETC専用 : 2
  - 一般 : 3

## 接続する道路
- 国道357号（東京湾岸道路）

## 周辺
- 幕張メッセ
- 千葉マリンスタジアム
- 千葉運転免許センター
- 放送大学
- JR京葉線 海浜幕張駅・総武線 幕張駅
- 京成千葉線 京成幕張駅

## 隣
E51 東関東自動車道
(3) 湾岸習志野IC - 習志野TB - 湾岸幕張PA - (4) 湾岸千葉IC - 検見川真砂SIC（仮称・事業中） - (5) 宮野木JCT - (6) 千葉北IC